# Stefania Bojica
Stefania Bojica (* 10. März 2005 in Schardscha, Vereinigte Arabische Emirate) ist eine rumänische Tennisspielerin.

## Karriere
Bojica spielt bisher vor allem Turniere der ITF Junior Tour und ITF Women’s World Tennis Tour, wo sie bislang zwei Titel im Einzel und elf im Doppel gewinnen konnte.
Im Februar 2023 erhielt sie eine Wildcard für die Qualifikation zu den Dubai Duty Free Tennis Championships, ihrem ersten Turnier auf der WTA Tour. Nach ihrem Überraschungssieg gegen Danka Kovinić in der ersten Qualifikationsrunde unterlag sie in ihrem zweiten Match Katarina Sawazka mit 2:6 und 1:6.

## Turniersiege

### Einzel
| Nr. | Datum         | Turnier            | Kategorie | Belag | Finalgegnerin           | Ergebnis  |
| --- | ------------- | ------------------ | --------- | ----- | ----------------------- | --------- |
| 1.  | 15. Juni 2025 | Kuršumlijska Banja | ITF W15   | Sand  | María Florencia Urrutia | walkover  |
| 2.  | 22. Juni 2025 | Kuršumlijska Banja | ITF W15   | Sand  | Iwa Iwanowa             | 7:5, 7:63 |

### Doppel
| Nr. | Datum             | Turnier            | Kategorie | Belag     | Partnerin           | Finalgegnerin                           | Ergebnis          |
| --- | ----------------- | ------------------ | --------- | --------- | ------------------- | --------------------------------------- | ----------------- |
| 1.  | 24. Juni 2023     | Bukarest           | ITF W15   | Sand      | Mara Gae            | Ilinca Amariei Linda Ševčíková          | 6:3, 6:4          |
| 2.  | 16. Juli 2023     | Bacău              | ITF W15   | Sand      | Patricija Paukštytė | Melania Delai Greta Schieroni           | kampflos          |
| 3.  | 25. Mai 2024      | Bukarest           | ITF W15   | Sand      | Cara Maria Meșter   | Joana Konstantinowa Kristiana Sidorowa  | 0:6, 6:8, [10:8]  |
| 4.  | 3. August 2024    | Brașov             | ITF W15   | Sand      | Mara Gae            | Ilinca Amariei Linda Ševčíková          | 6:4, 6:0          |
| 5.  | 10. August 2024   | Bukarest           | ITF W15   | Sand      | Mara Gae            | Ilinca Amariei Linda Ševčíková          | 65:7, 6:3, [10:0] |
| 6.  | 7. September 2024 | Kuršumlijska Banja | ITF W15   | Sand      | Michaela Bayerlová  | Zuzanna Pawlikowska Katerina Tsygourova | 6:2, 6:2          |
| 7.  | 2. November 2024  | Kayseri            | ITF W15   | Hartplatz | Briana Szabó        | Warwara Panschina Daria Schubina        | 6:4, 6:2          |
| 8.  | 9. November 2024  | Antalya            | ITF W15   | Sand      | Anastasia Safta     | Adrienn Nagy Linda Ševčíková            | 7:63, 6:3         |
| 9.  | 21. Dezember 2024 | Antalya            | ITF W15   | Sand      | Anastasia Safta     | Sun Yifan Zhao Xichen                   | 6:4, 7:64         |
| 10. | 15. März 2025     | Alaminos           | ITF W15   | Sand      | Marie Mettraux      | Anastassija Firman Chelsea Fontenel     | 6:2, 4:6, [10:7]  |
| 11. | 3. Mai 2025       | Kuršumlijska Banja | ITF W15   | Sand      | Michaela Bayerlová  | Chantal Sauvant Anja Stanković          | 6:2, 6:3          |